# گرگوری دوسه
گریگوری دوسه (تلفظ در فرانسوی: [ɡʁeɡɔʁi dusɛ])(زادهٔ ۲۲ اوت ۱۹۷۳) سیاستمدار فرانسوی است که از سال ۲۰۲۰ به‌عنوان شهردار لیون فعالیت می‌کند. او عضو اروپا اکولوژی – حزب سبزها (EELV) است.

## شهردار لیون
در ۱۲ سپتامبر ۲۰۱۹، دوسه به‌عنوان رهبر لیست حزب اروپا اکولوژی – حزب سبزها در انتخابات شهرداری‌های ۲۰۲۰ انتخاب شد که در دور دوم با ۵۲٫۴٪ آراء به اکثریت مطلق دست یافت. در این لیست در هفت مورد از نه ناحیه در دور دوم اول شد. دوسه به‌عنوان نامزد در ناحیه سوم شرکت کرده بود.
وی در ۴ ژوئیه ۲۰۲۰ توسط شورای شهر لیون به‌عنوان شهردار انتخاب شد و اولین عضو حزب خود بود که این سمت را به عهده گرفت. او همچنین مشاور کلان‌شهر لیون است و در کمیته مالی، نهادها، منابع و سازماندهی سرزمینی عضویت دارد.